# Evangelische Pfarrkirche Rechnitz

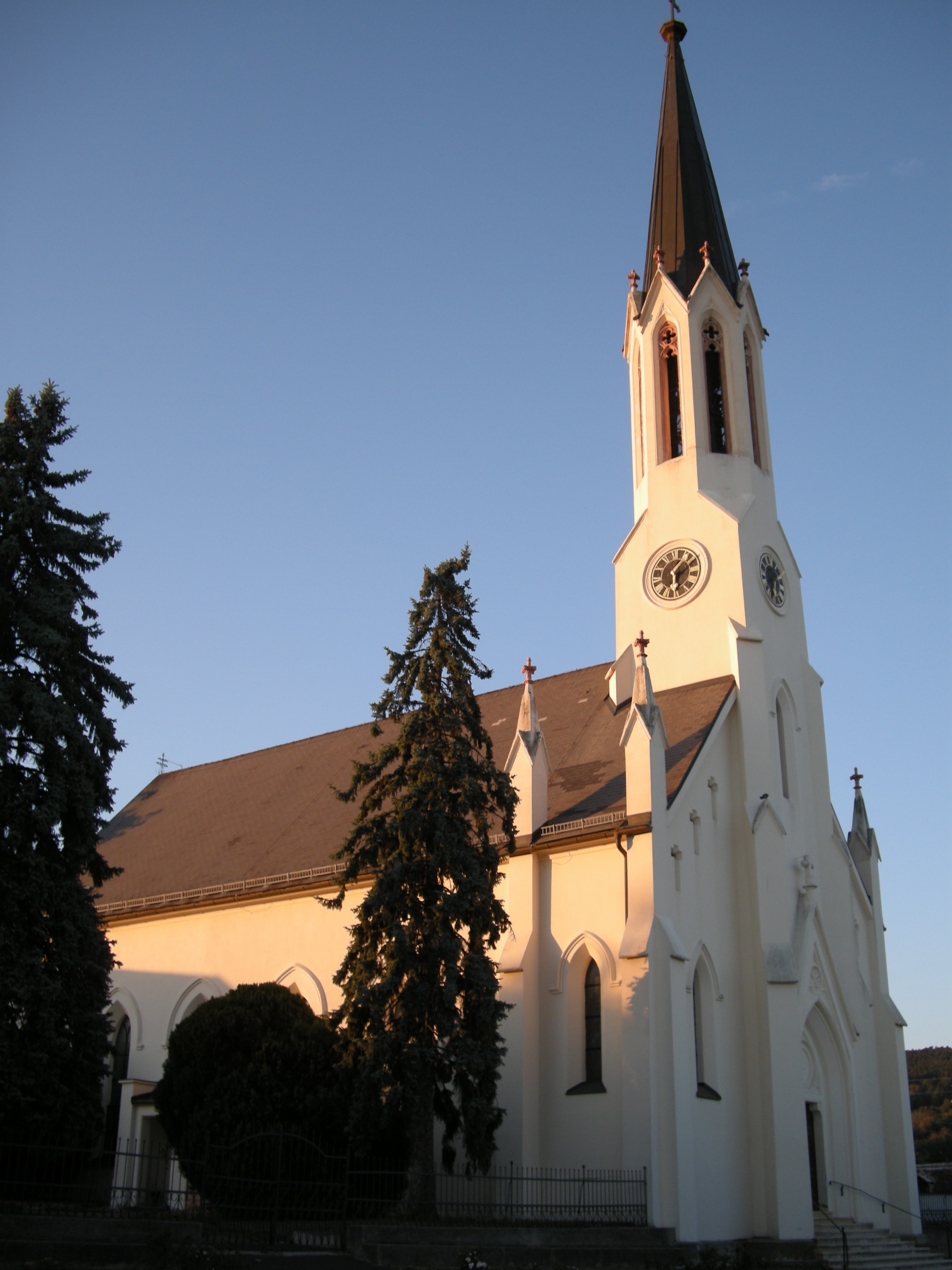
Evangelische Pfarrkirche in Rechnitz

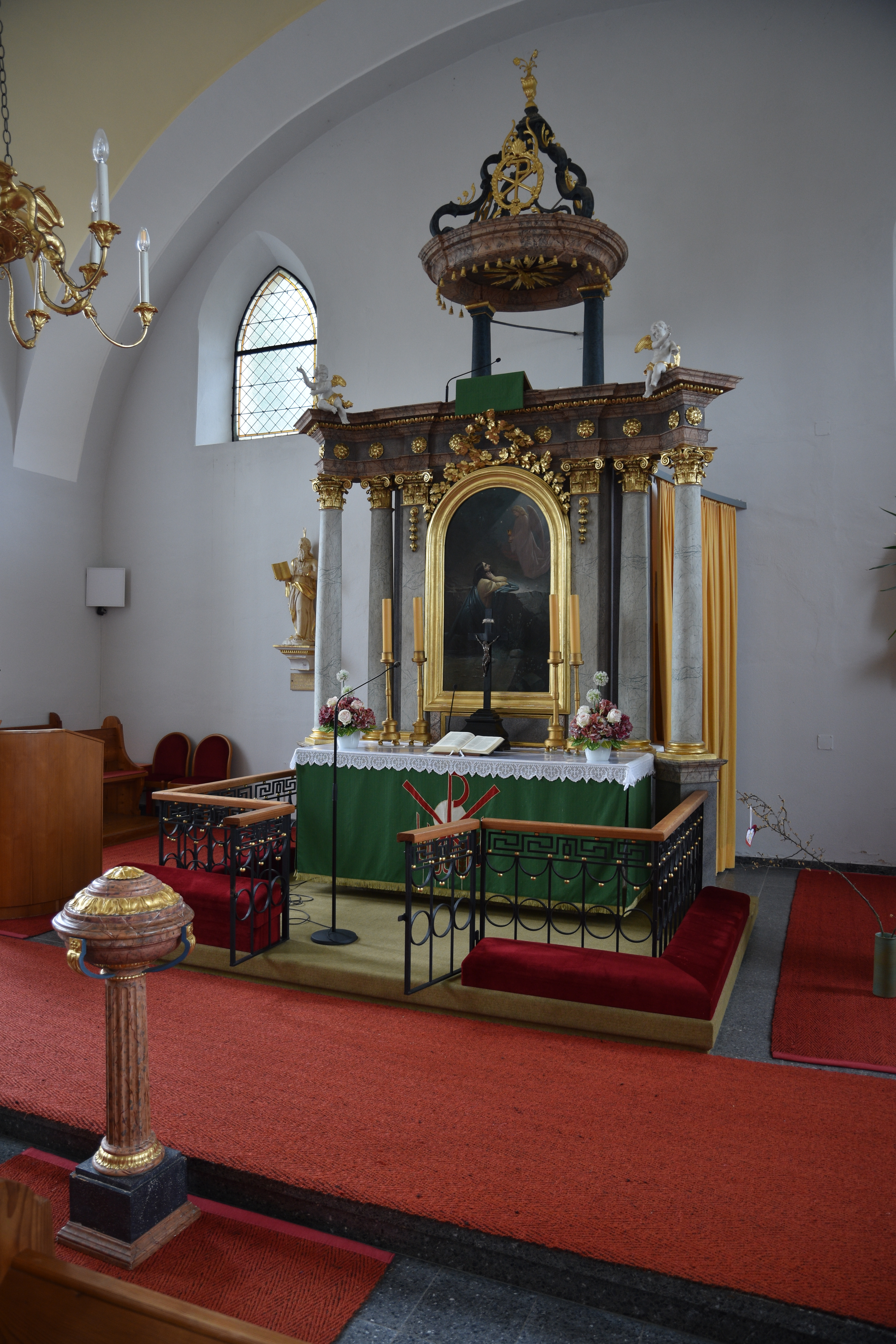
Altar der Pfarrkirche

Die evangelisch-lutherische Pfarrkirche Rechnitz A. B. steht in der Marktgemeinde Rechnitz im Bezirk Oberwart im Burgenland. Die Kirche gehört zur Superintendentur A. B. Burgenland und steht unter Denkmalschutz.

## Geschichte
Nach dem Toleranzpatent von 1781 begannen die Rechnitzer Protestanten 1783 mit dem Bau eines Toleranzbethauses an der Hochstraße, wobei der Eingang nicht direkt von der Straße aus errichtet werden durfte. Im September 1783 konnte hier der erste evangelische Gottesdienst nach der Gegenreformation gefeiert werden. Mit dem weiteren Kirchenausbau wurde 1853 begonnen. Dabei erhielt die Kirche ihr heutiges Aussehen mit Fassade, Treppenhaus und neugotischem Turm und Fenstern. Der Haupteingang wurde dabei an die Hochstraße verlegt. Die Kirche wurde 1971/1972 komplett renoviert. 1996 wurde der Kirchturm saniert.

## Architektur
Der einfache klassizistische Saalbau hat neogotische später veränderte Fenster und eine Turmfassade im Süden.
Das fünfjochige Langhaus hat ein Gewölbe mit schmalen Querplatzln zwischen Gurten. Die umlaufende Empore aus Holz auf Gusseisenstützen wurde 1971 entfernt.

## Ausstattung
Der klassizistische Kanzelaltar aus 1813 trägt Figuren der Propheten Elias und Moses. Der Altar wurde 1952 und 1972 restauriert. Das Altarbild zeigt Christus am Ölberg.
1838 wurden die ersten Glocken angekauft. Die Orgel aus 1901 stammt von Gebrüder Rieger/Jägerndorf.